# Claude Silberzahn
Claude Silberzahn, ou Silberzahn-Mendousse, né le 18 mars 1935 à Mulhouse et mort le 18 avril 2020 à Simorre, est un haut fonctionnaire français, qui a été préfet et directeur général de la direction générale de la Sécurité extérieure (DGSE), et maire de la commune de Simorre (Gers) de 2001 à 2014.

## Biographie

### Études et premiers postes
Le père de Claude Silberzahn est originaire d'Alsace, sa mère née Mendousse est originaire du Gers. La famille habite à Simorre.
Claude Silberzahn choisit d'effectuer ses études à l'École nationale de la France d'outre-mer. À l'occasion de la cérémonie de rentrée de l'ENFOM, il rencontre Pierre Messmer, qui sera ministre de l'Intérieur quand il sera préfet.
Élève-administrateur de la France d'outre-mer, il est affecté en Guinée française. Ensuite, il effectue vingt-sept mois de service militaire comme officier des Sections administratives spécialisées en Algérie française.
Après la décolonisation, il travaille à la planification de l'économie tunisienne pendant deux ans puis rejoint l'administration préfectorale.

### Carrière préfectorale et ministérielle
Claude Silberzahn commence sa carrière dans la préfectorale en tant que sous-préfet d'arrondissement, puis secrétaire général de préfecture en Martinique (1967-1971) et de la Seine-Maritime (1979-1982). Il est nommé conseiller technique dans les cabinets d'André Bord en 1971 et d'Albin Chalandon en 1972, puis devient le directeur de cabinet de Bernard Stasi, ministre des DOM-TOM, en 1973. En 1982, il est nommé préfet de Guyane jusqu'à 1984. Il s'occupe notamment de l'envoi de Klaus Barbie en métropole à partir d'un aéroport guyanais,.
En 1984, il rejoint le cabinet du Premier ministre Laurent Fabius. Il doit gérer la crise de l'affaire du Rainbow Warrior.
En 1985, il est nommé préfet de Haute-Normandie, poste qu'il conserve jusqu'à sa nomination en Franche-Comté en 1986. Il est un peu marginalisé sous la première cohabitation. Lorsqu'elle s'achève, un mois après sa réélection de 1988, le Président Mitterrand convoque Claude Silberzahn pour lui demander quelle activité l'intéresserait sous le second septennat. Il demande soit à rester en Franche-Comté, soit à travailler dans les médias, soit à travailler à la DGSE.

### Carrière à la DGSE
Claude Silberzahn est nommé par le Président de la République directeur général de la Sécurité extérieure lors du Conseil des ministres du 23 mars 1989, avec l'appui du ministre de la Défense, Jean-Pierre Chevènement.
Alors que la tradition voulait, depuis Pierre Marion, que le directeur de la DGSE soit un militaire, le président François Mitterrand décide de nommer un civil afin de réduire l'influence des militaires sur les services secrets. Cette décision intervient alors que quarante-cinq généraux retraités avaient publié, quelques jours avant l'élection présidentielle de 1988, un article à charge contre le président après l'affaire du Rainbow Warrior en 1985.
Le Premier ministre Michel Rocard appuie Claude Silberzahn durant son mandat dans le but de réinvestir le champ des affaires étrangères, dont le président Mitterrand et le ministre des Affaires étrangères Roland Dumas le privent. Les informations de la DGSE, transmises directement à Matignon, lui permettent de s'impliquer davantage dans le « pré carré » présidentiel.
Claude Silberzahn modernise drastiquement la DGSE, avec la nomination de civils parmi les postes d'encadrement jusqu'alors monopolisés par des militaires, et une plus grande collégialité dans la prise de décision. Sa réforme est notamment passée par la création d'une direction des opérations, dirigeant notamment le service Action, et d'une direction de la stratégie, à laquelle il nomme le futur directeur général de la DGSE Jean-Claude Cousseran. Il a également rénové les locaux et ordonné une extension dans le Fort de Noisy. Prenant conscience des enjeux de l'informatique, il obtient la nomination d'un ingénieur général des télécommunications, Jérôme Vendre, au poste de directeur technique.
Il quitte la DGSE en 1993 lors de la deuxième cohabitation à la demande du nouveau gouvernement, qui souhaitait le remplacer par un directeur qui lui était favorable politiquement.

### Carrière après la DGSE
Après avoir quitté la DGSE, il est nommé conseiller-maître à la Cour des comptes.
En février 2011, Claude Silberzahn publie un entretien très critique envers la DCRI à laquelle il reproche une restructuration catastrophique et des résultats décevants.

## Vie privée

### Famille
Claude Silberzahn a des racines alsaciennes. Il est marié. Sa femme lui survit.

### Opinions politiques et religieuses
Il est membre de l'association Mountain Wilderness. Il se considère comme un « calviniste sociologique ». 

## Mandats
- 2001-2014 : maire de Simorre[3].

## Publications
- Claude Silberzahn et Jean Guisnel, Au cœur du secret : 1 500 jours aux commandes de la DGSE (1989-1993), Paris, Fayard, 1995, 330 p. (ISBN 2-213-59311-6)

## Récompenses et distinctions

### Décorations
- Commandeur de l'ordre national du Mérite
- Chevalier de la Légion d'honneur